# قشلاق مرشون
قشلاق مرشون، روستایی از توابع بخش مرکزی شهرستان ابهر در استان زنجان ایران است. این روستا در واقع یکی از روستاهای طارم است که در تقسیمات کشوری بخشی از شهرستان ابهر شده است. ارتفاع روستا از سطح دریا، ۱۸۲۴متر می باشد.یکی از مهمترین معادن سرب‌ و‌ روی استان قزوین در نزدیکی
قشلاق مرشون واقع شده است. این معدن سالها پیش (بیش از ۵۰ سال) کشف شده و به صورت زیر زمینی مورد بهره‌برداری قرار گرفته است. این معدن سالها راکد بوده و بیش از دو سال است که 
در حال آماده سازی برای استخراج است. 
راه دسترسی به معدن بسیار سخت؛ صعب‌العبور و کوهستانی است.و باغات زغال اخته این روستا بسیار معروف می باشد که سالانه بیش از ۱۰۰ تن زغال اخته رسمی مخصوص این منطقه روانه بازار های داخلی می شود.

## جمعیت
این روستا در دهستان حومه قرار دارد و براساس سرشماری مرکز آمار ایران در سال ۱۳۸۵، جمعیت آن ۱۵ نفر (۴خانوار) بوده‌است.